# Ель-Ксар (Туніс)
Ель-Ксар (араб. القصر‎‎) — місто в Тунісі. Входить до складу вілаєту Гафса. Станом на 2004 рік тут проживало 29 617 осіб.

## Транспорт
Поблизу міста знаходиться міжнародний аеропорт Гафса—Ксар.